# Олімпіцен
Олімпіцен — це органічна молекула на основі вуглецю, утворена з п’яти кілець, чотири з яких є бензеновими, з’єднаними у формі олімпійських кілець.
Молекула була задумана Гремом Річардсом з Оксфордського університету та Ентоні Вільямсом у березні 2010 року як спосіб святкування Олімпійських ігор у Лондоні 2012 року. Його вперше синтезували дослідники Аніш Містрі та Девід Фокс з Університету Ворвіка у Великобританії. Відносні енергії олімпіцену та його ізомерів були вперше передбачені на основі обчислень квантової електронної структури Ендрю Валентином і Девідом Мазіотті з Чиказького університету.

## Підрахунок електронів
Олімпіцен має 18 пі-електронів у своїй кільцевій системі; оскільки це пласка молекула, це робить її ароматичною молекулою. Центральне кільце не є ароматичним.

## Споріднені сполуки
Дуже подібна молекула (бензо[c]фенантрен), у якій відсутній спейсер -CH2- між двома сторонами молекули, була відома протягом багатьох років. Ця попередня молекула була вивчена за допомогою рентгенівської кристалографії, і через стеричний конфлікт між двома атомами водню молекула не є пласкою. Цілком імовірно, що олімпіцен більш плаский, оскільки між двома кільцями немає стеричного зіткнення.
Молекула, де спейсер -CH2- був замінений кетоновою (C=O) групою (нафтантрон), була відома протягом десятиліть. Молекули, в яких спейсер CH2 був замінений атомами кисню та сірки, відомі вже деякий час. Сполука сірки має кут C-S-C 104,53°, що свідчить про те, що атом сірки є гібридизованим атомом sp3, а не sp2. Це свідчить про те, що атом сірки не є частиною пі-системи молекули.

Олімпійські кільця, що демонструють взаємозв'язок

Професор сер Мартін Поляков з Ноттінгемського університету зазначив, що олімпійські кільця пов’язані між собою, а не дотичні, як в олімпіцені, і що кращу схожість можна зробити за допомогою катенанів. Олімпійська молекула на основі катенану була синтезована в 1994 році Фрейзером Стоддартом і отримала назву олімпіадан.

## Синтез
Синтез починається з використанням реакції Віттіга піренкарбоксальдегіду. Щоб отримати необхідний ілід, спочатку трифенілфосфін взаємодіє з етилбромацетатом з утворенням фосфонієвої солі; після обробки цієї солі м’якою основою ілід може вступати в реакцію з альдегідом у толуені. Після гідрування альфа, бета ненасиченої карбонільної сполуки за допомогою водню та паладію в етилацетаті естер перетворювали на ангідрид хлору за допомогою гідроксиду калію, кислоти, а потім тіонілхлориду.  За допомогою реакції Фріделя–Крафтса з використанням хлориду алюмінію в дихлорометані утворився кетон. При відновленні цього кетону за допомогою алюмогідриду літію було отримано спирт 3,4-дигідро-5Н-бензо[cd]пірен-5-ол, який був оброблений кислотою у формі іонообмінної смоли для отримання продукту.

## Зображення
Попередні його зображення були зроблені за допомогою скануючої тунельної мікроскопії. Більш детальні зображення були зроблені дослідниками IBM у Цюріху за допомогою безконтактної атомно-силової мікроскопії в 2012 році.

## Дивись також
- Список хімічних сполук із незвичними назвами
- Олімпіадан